# Bludenz (stad)
Bludenz is een stad in de Oostenrijkse deelstaat Vorarlberg, gelegen in het district Bludenz. De gemeente telde 14.397 inwoners op 1 januari 2017.

## Geografie
Bludenz heeft een oppervlakte van 30,0 km². Het ligt in het westen van het land. De stad ligt aan de Ill rivier, een directe zijrivier van de Rijn. Het is omringd door de grenzen van het Bregenzerwald in het noorden, en door de Rätikon en Silvretta in het zuiden. Bludenz ligt op het ontmoetingspunt van vijf valleien: Walgau en Montafon (Ill), Brandnertal, Klostertal en het Großwalsertal.
De stadsdelen van Bludenz zijn:
| - Altstadt - Ausserbraz - Beim Kreuz - Bings - Brunnenfeld (met klooster St. Peter) - Gasünd - Grubs - Halde | - Mokry - Obdorf - Radin - Rungelin - Unterfeld - Sankt Leonhard - Südtiroler Siedlung |

## Natuur
De omgeving van Bludenz is zowel populair in de zomer als in de winter. Deze regio in de deelstaat Vorarlberg wordt gekenmerkt door bergen, valleien, kristalheldere beekjes en meren. De vier alpine valleien rondom de regio Bludenz zijn het Brandnertal, Klostertal, Montafon en het Großwalsertal.

## Geschiedenis
Archeologische vondsten wijzen op een nederzetting in het gebied van Bludenz, dat begon in de Bronstijd, tot aan de La Tène-periode. De naam Bludenz is afkomstig van de Kelten. De stad werd opgericht door het comitale Werdenberg-vorstenhuis. In 1274 werden stadsvoorrechten toegekend. Een verblijf van de Habsburgse Hertog Frederik IV van Oostenrijk, die ondanks een keizerlijk verbod in de Raad van Constance was ontvangen, is gedocumenteerd op 30 maart 1416.
In de loop der jaren werden kerken en kastelen in de stad gebouwd. Het hoofdkwartier van Bludenz ligt in het kasteel van Gayenhofen, gebouwd in de 18e eeuw.
In Bludenz is een fabriek van Milka gevestigd, de omgeving ruikt daardoor sterk naar chocolade.

## Cultuur

Openluchtvertoning op de openingsavond van het Alpinale kortfilmfestival 2020

Het Alpinale Kortfilmfestival vindt elk jaar in augustus in Bludenz plaats. Er worden ongeveer 30 zorgvuldig geselecteerde internationale korte films vertoond. De beste korte films worden bekroond met de Gouden Eenhoorn.
De Bludenzer Tage zeitgemäßer Musik is een internationaal festival voor hedendaagse muziek dat jaarlijks in de herfst/winter wordt gehouden. Georg Friedrich Haas was de eerste artistiek leider, gevolgd door Wolfram Schurig en Alexander Moosbrugger en sinds 2014 is de jonge Italiaanse componist Clara Iannotta verantwoordelijk voor het programma. In de loop der jaren zijn in Bludenz meer dan 100 wereldpremières uitgevoerd.
Het Brouwerijmuseum Fohrenburg toont de ontwikkeling van brouwerij Fohrenburg en bierbrouwen in Bludenz in het algemeen. Historische foto's, oude bierflessen en -etiketten, eerdere reclamemotieven en apparatuur voor de bierproductie laten een terugblik op meer dan 130 jaar Fohrenburgs brouwgeschiedenis.

## Verkeer
Bludenz is door zijn ligging in het dal en de toegang tot drie dalen het verkeersknooppunt van Zuid-Vorarlberg. Vooral de oost-westverbinding is heel belangrijk als verkeersknooppunt van spoorlijnen en wegen.

### Spoorlijn
Het in 1872 geopende station ligt aan de spoorlijn Bludenz-Schruns (Montafonspoorlijn), de Vorarlbergspoorlijn (Spoorlijn Lindau - Bludenz) en de Arlbergspoorlijn {Spoorlijn Innsbruck - Bludenz). Bij het station is een groot emplacement voor goederentreinen, ook is een werkplaats voor treinen aanwezig.

### Auto
Bludenz is het eindpunt van de Rheintal/Walgau Autobahn A14, die vanaf Bludenz overgaat in de Arlberg Schnellstraße S 16. In de gemeente bevinden zich 4 aansluitingen op de snelweg, namelijk Bludenz / Nüziders, Brandnertal, Bludenz / Bürs en Bludenz-Ost / Montafon. Ook is er nog een aansluiting op de S 16, namelijk Bings.
De binnenstad van Bludenz is gedeeltelijk als voetgangerszone ingericht.

### Bus
In Bludenz zijn 3 stadslijnen; deze verbinden verschillende delen van de stad met het station. Verder zijn er nog buslijnen naar 5 dalen in de omgeving. Deze beginnen/eindigen ook allemaal bij het station.

### Kabelbaan
Aan de noordkant van Bludenz (in Nüziders) ligt de Muttersberg. Door middel van een kabelbaan kan men op de berg komen. De kabelbaan gaat tot een hoogte van 1401 meter. Enkele jaren geleden is de kabelbaan volledig vernieuwd en uitgebouwd.

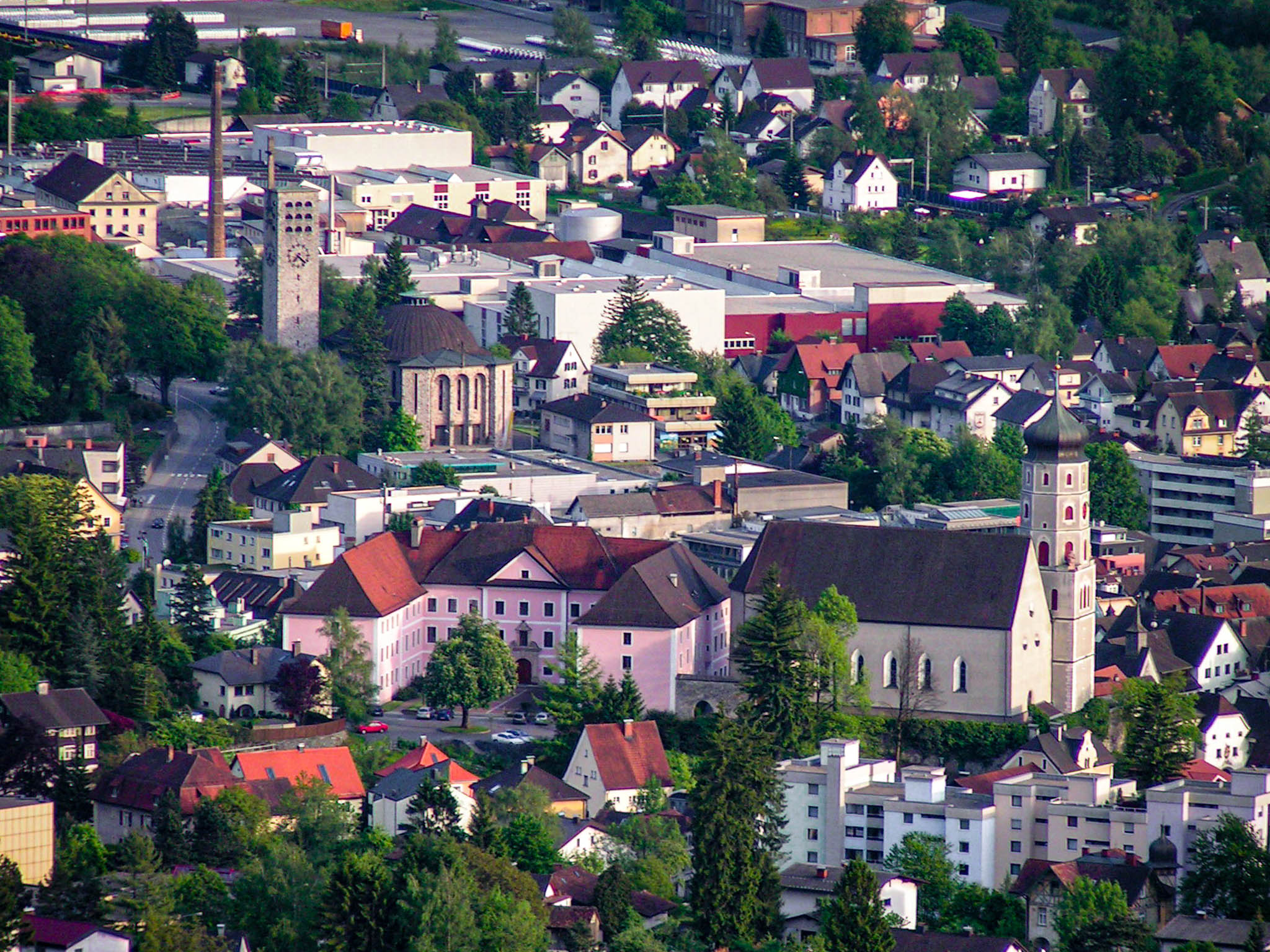
Bludenz
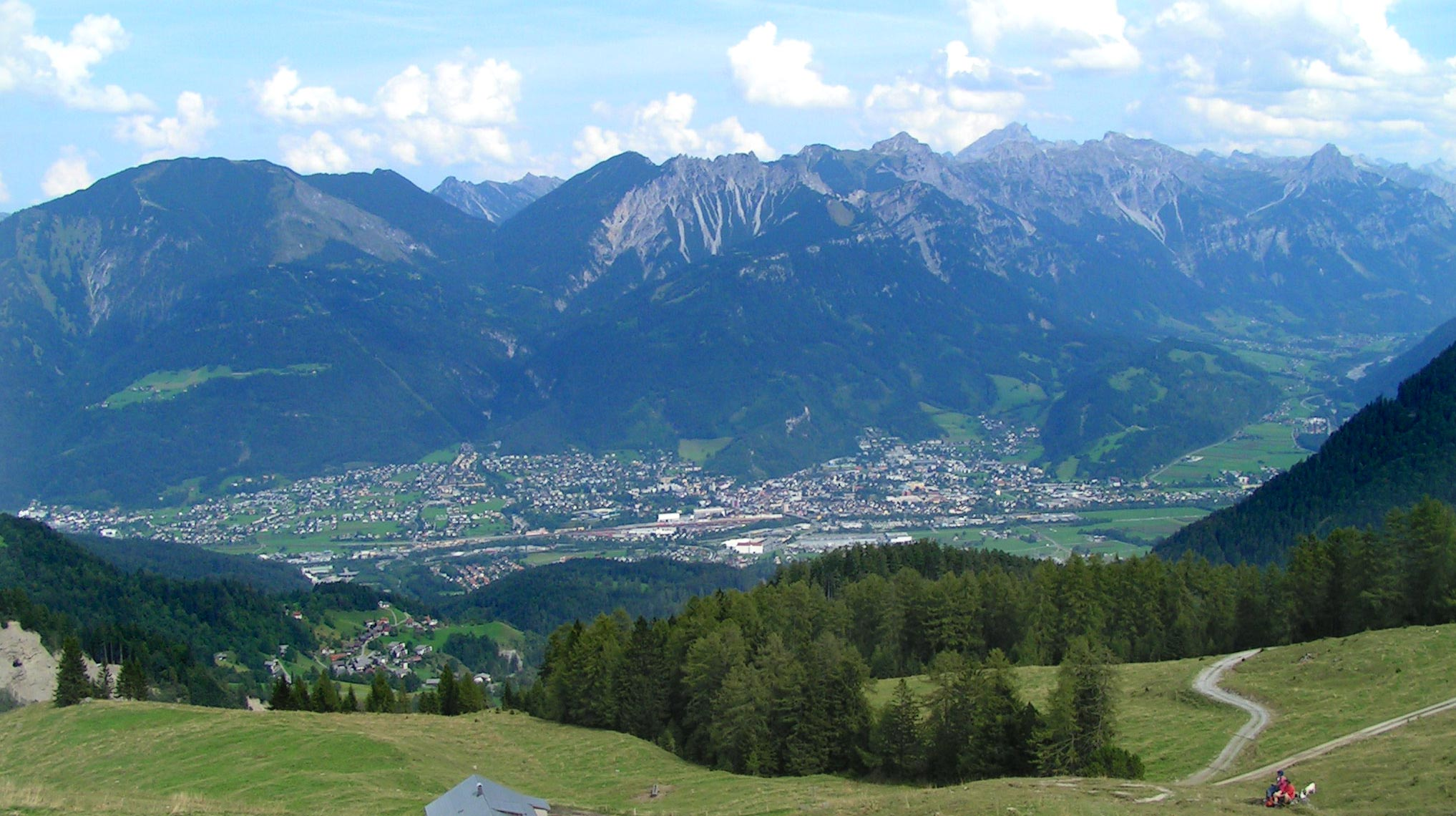
Panorama Bludenz
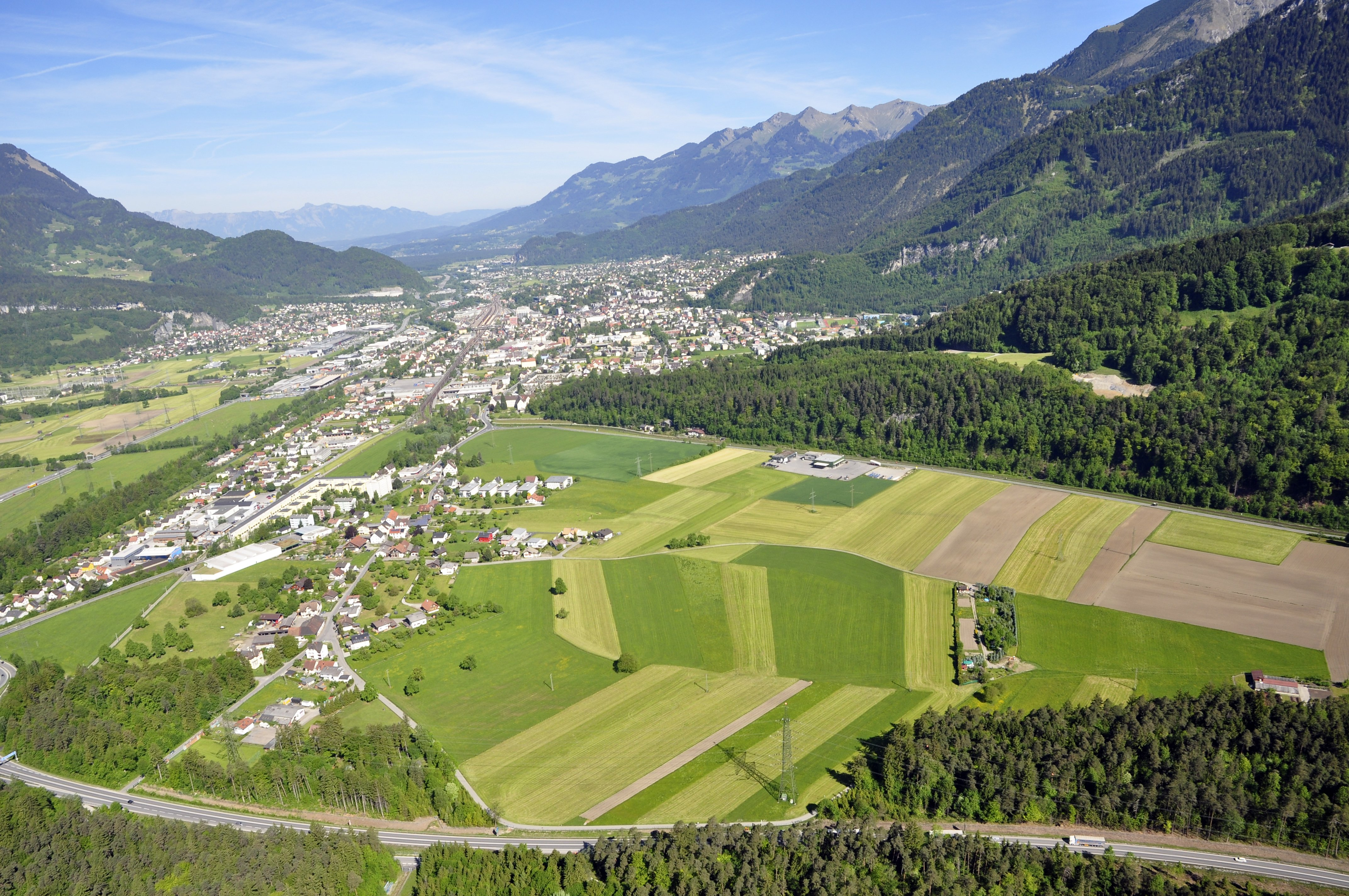
Bludenz van boven

## Geboren
- Johannes Strolz (1992), alpineskiër

Bartholomäberg · Blons · Bludenz · Bludesch · Brand · Bürs · Bürserberg · Dalaas · Fontanella · Gaschurn · Innerbraz · Klösterle · Lech · Lorüns · Ludesch · Nenzing · Nüziders · Raggal · Sankt Anton im Montafon · Sankt Gallenkirch · Sankt Gerold · Schruns · Silbertal · Sonntag · Stallehr · Thüringen · Thüringerberg · Tschagguns · Vandans
- Bibliothèque nationale de France: cb14438512b (data)
- Gemeinsame Normdatei: 4007202-2
- Historisch woordenboek van Zwitserland: 020036
- Library of Congress Control Number: n97003421
- MusicBrainz: 40f9eaad-812b-4263-a867-1d537c702236
- Nationale Bibliotheek van Tsjechië: ge369172
- Nationale Bibliotheek van Israël: 987007535497105171
- Système universitaire de documentation: 160301513
- Virtual International Authority File: 159614500
- WorldCat: E39PBJth9DBWKMB8mxdKKmxkXd